# 荻窪 (杉並區)

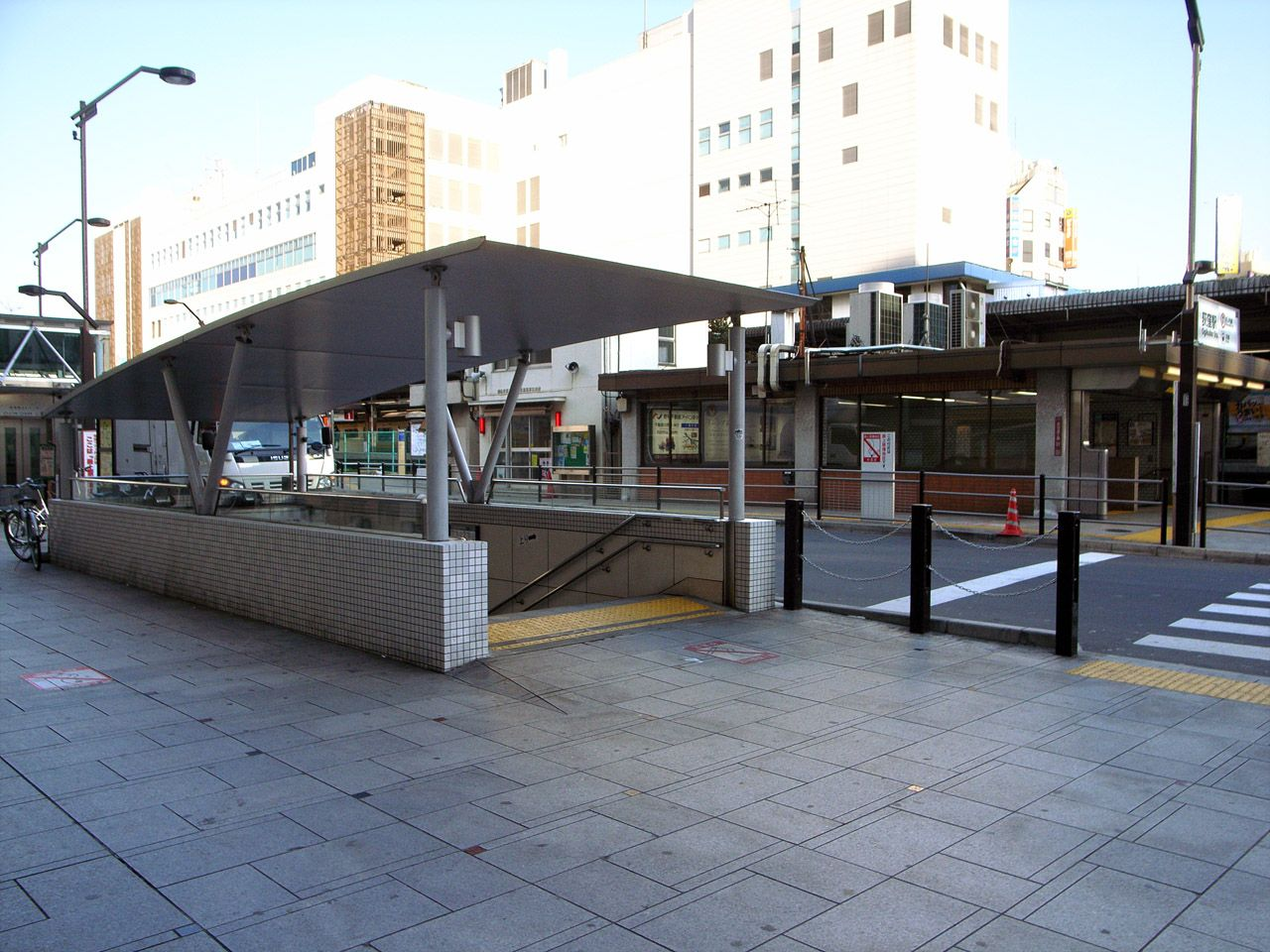
荻窪站南口

荻窪（日语：／ Ogikubo */?）是日本東京都杉並區中部的地名。現行行政地名有荻窪（おぎくぼ）一丁目至五丁目，南荻窪（みなみおぎくぼ）一丁目至四丁目，上荻（かみおぎ）一丁目至四丁目（皆為住居表示實施區域）。歷史上的荻窪還包含西荻北與西荻南。

## 地理
住居表示實施後的町名「荻窪」，北與上荻之間以JR東日本中央本線為界，東鄰成田東，南與成田西、高井戶東之間以五日市街道為界，西與南荻窪之間以環八通為界，中央有善福寺川流經。
廣域地名的「荻窪」，包括JR東日本中央本線、東京地下鐵丸之內線荻窪站周邊地區的現行町名「荻窪」，加上源自「荻窪」的南荻窪、上荻，中央線〜早稻田通之間的天沼、本天沼、清水、荻窪警察署所在地桃井、今川等廣大地區。此外，西荻窪（西荻北與西荻南）在歷史上屬荻窪村一部分，今日的荻窪町很少被列入荻窪村。

荻窪在大正至昭和初期是東京近郊的別墅地，有「西鎌倉，東荻窪」之稱。1927年（昭和2年），與謝野晶子、與謝野鐵幹在南荻窪定居。1937年（昭和12年），公爵、內閣總理大臣近衛文麿在此地建設別邸「荻外荘（てきがいそう）」，此地成為高評價的安靜住宅區，吸引井伏鱒二、太宰治、棟方志功、阿部知二、戶川秋骨、石井桃子、恩地孝四郎、尾崎喜八、長谷川四郎、大田黑元雄、佐藤慶次郎、遠藤實、柴田翔、三宅榛名等作家、藝術家、音樂家、評論家等文化人定居。井伏鱒二的『荻窪風土記』描述戰前時期作家、畫家等知識階層入住，形成荻窪文化的情形。
這些歷史與文化孕育了現在豪宅林立的住宅區，特別是南荻窪一丁目、二丁目、三丁目、四丁目、荻窪三丁目、四丁目、上荻等高級住宅區極為知名。現在大田黑元雄屋敷舊址的大田黑公園，角川書店創始者角川源義宅邸角川庭園等設施對一般民眾開放。
在1980年代的拉麵風潮中，「荻窪拉麵」獲得媒體報導而知名，現在仍有許多拉麵老店。

### 地名由來
荻窪的由來是，來訪的旅人用此地叢生的荻建造草堂安置觀音像，稱為荻堂（おぎどう），加上周邊地形是窪地，因此得名。荻堂位置是現在的慈雲山荻寺光明院。

### 地域内的町名

#### 荻窪
位於地域東南部。分成一丁目至五丁目。地區人口為23,826人（2013年10月1日）。北與上荻之間以JR東日本中央本線為界，東鄰成田東，南與成田西、高井戶東之間以五日市街道為界，西與南荻窪之間以環八通為界。地域北部有荻窪站南口，商店聚集。

#### 南荻窪
位於地域西南部。分成一丁目至四丁目。地區人口為13,226人（2013年10月1日）。北與上荻、西荻北之間以JR線路廊為界，東部與荻窪之間以環八通為界，南鄰宮前，西接西荻南。地域内以住宅區為主。
町名意為荻窪地區的南部。

#### 上荻
位於地域北部。分成一丁目至四丁目。地區人口為12,358人（2013年10月1日）。北與桃井、清水、天沼之間以青梅街道為界，南與荻窪、南荻窪以JR線路廊為界，西鄰善福寺、西荻北。一丁目與二丁目之間以環八通為界。南邊是荻窪站北口，商店聚集。二丁目內有二二六事件的渡邊錠太郎教育總監私邸。
町名源自古代的上荻窪村。

## 歷史
- 關東壤土層覆蓋於地表，在水利不佳的周邊地區中，因善福寺川流經，古時就被開發為水田。
- 寬平年間（889年 - 897年）－創設荻窪八幡神社。傳聞1052年源賴義曾在荻窪八幡祈求前九年之役勝利。1477年太田道灌因頼義的故事，在進攻石神井城（日语：石神井城）主豐島泰經（日语：豊島泰経）時也在此祈求勝利。
- 1590年－荻窪村西側的上荻窪村與東側下荻窪村分割。江戶時代初期，下荻窪村為服部半藏的知行地，上荻窪村是其下屬的知行地，後為天領。
  - 上荻窪村－現行行政地名上荻的大部分地區、南荻窪西半部、西荻北、西荻南部分地區組成的區域。包含西荻窪站。
  - 下荻窪村－現行行政地名的荻窪全部、南荻窪東半部、上荻部分地區組成的區域。
- 1606年－青梅成木村生產石灰的搬運道路開闢為青梅街道。
- 1892年－甲武鐵道（現JR東日本中央本線）荻窪站開業。
- 1927年－『荻窪風土記』作者井伏鱒二至井荻村（英语：井荻町）（現在清水）定居。
- 1936年－二二六事件，決起部隊襲擊上荻窪渡邊錠太郎教育總監邸，殺害渡邊。
- 1936年11月起至翌年－太宰治入住荻窪碧雲莊。
- 這一帶躲過空襲，第二次世界大戰時期受到空襲波及的下町民眾移往此地人口增加。

## 設施
- 杉並區立中央圖書館
- 杉並公會堂（日语：杉並公会堂）
- 公園
  - 大田黑公園（日语：大田黒公園）
  - 杉並區立角川庭園（日语：杉並区立角川庭園）
  - 天沼辯天池公園（日语：天沼弁天池公園 (杉並区)）
  - 荻外莊
- 杉並區立松溪中學校（日语：杉並区立松渓中学校）
- 杉並區立天沼中學校
- 東京都立荻窪高等學校（日语：東京都立荻窪高等学校）
- 日本大學第二中學校、高等學校（日语：日本大学第二中学校・高等学校）
- 悠悠（ゆうゆう）上荻窪館
- 悠悠（ゆうゆう）西田館
- 悠悠（ゆうゆう）荻窪館
- 悠悠（ゆうゆう）荻窪東館
- 慈雲山荻寺光明院
- 商店街
  - 荻窪南口仲通商店街 （页面存档备份，存于）
  - 荻窪教會通商店街 （页面存档备份，存于）
  - 荻窪鈴蘭通商店街 （页面存档备份，存于）
  - 壽通商店街
  - 日大二高通商店街 （页面存档备份，存于）
  - 荻窪銀座商店街 （页面存档备份，存于）
- 荻窪Town Seven（日语：荻窪タウンセブン）
- LUMINE荻窪店
- 美國運通日本支社
- 東京衛生醫院（日语：東京衛生病院）
- 東京荻窪天然溫泉和みの湯 （页面存档备份，存于）

## 活動
- 荻窪音樂祭 （页面存档备份，存于） - 每年春天與秋天舉行的古典音樂祭。

## 交通
- JR中央本線、東京地下鐵丸之內線－荻窪站
- 關東巴士
- 西武巴士
- KB巴士ケイビーバス（日语：KB巴士ケイビーバス）
- 青梅街道
- 東京都道311號環狀八號線（日语：東京都道311号環状八号線）（環八通）

## 備註
1. 1 2 3  杉並区 区政資料 - 統計 - 人口 - 各歳別人口25年 的存檔，存档日期2013-10-22.